# 1-я Гонконгская кинопремия
1-я церемония Гонконгской кинопремии, на которой были отмечены лучшие фильмы 1981 года, состоялась 9 марта 1982 года в Гонконгском центре искусств в Ваньчай, Гонконг. Во время церемонии вручались награды в 5 категориях.

## Список номинантов и лауреатов
★ Победители выделены отдельным цветом. 
| Номинация                  | Лауреаты и номинанты                       | Лауреаты и номинанты                           | Лауреаты и номинанты               |
| -------------------------- | ------------------------------------------ | ---------------------------------------------- | ---------------------------------- |
| Лучший фильм               |                                            | ★ «Отец и сын» режиссёр: Аллен Фон             | ★ «Отец и сын» режиссёр: Аллен Фон |
| Лучшая режиссёрская работа | ★ Аллен Фон за фильм «Отец и сын»          | ★ Аллен Фон за фильм «Отец и сын»              |                                    |
| Лучшая женская роль        |                                            | ★ Кара Хуэй за фильм «Моя молодая тётушка»     |                                    |
| Лучшая мужская роль        |                                            | ★ Майкл Хёй за фильм «Безопасность без границ» |                                    |
| Лучший сценарий            | ★ Альфред Чанг за фильм «История Хо Вьета» | ★ Альфред Чанг за фильм «История Хо Вьета»     |                                    |